# David Phiri
David Abel Ray Phiri (* 22. Mai 1937; † 16. Januar 2012 in Lusaka) war ein sambischer Manager im Bergbau- und Bankenbereich.
David Phiri wurde in Simbabwe geboren, war aber Sambier. Er absolvierte die Goromonzi High School, machte das Diplom in „Social Services“ an der Universität Bristol und einen Abschluss an der Oxford University. Er war Stipendiat der Rhodes-Stiftung.
David Phiri war über 30 Jahre im privaten und öffentlichen Sektor beruflich tätig. Er begann 1963 bei Anglo-American-Corporation in London und wechselte 1964 für sie nach Sambia. 1967 wurde er Direktor für Zentralafrika von Anglo-American. Von 1974 bis 1982 war er Managing Director der Roan Consolidated Mines, von 1982 bis 1984 Botschafter in Schweden, von 1984 bis 1986 Gouverneur der Zentralbank von Sambia. 2004 war David Phiri Kommissar für den Distrikt Katete. Er war in den Vorständen verschiedener Unternehmen wie Stanbic Bank, Citibank, Zambia Venture Capital Fund, Madison Insurance, British-American-Tabaco, Holyday Inn, ZamBeef, Commonwealth Investment Fund sowie diverser Sportclubs.
| Personendaten    | Personendaten         |
| ---------------- | --------------------- |
| NAME             | Phiri, David          |
| ALTERNATIVNAMEN  | Phiri, David Abel Ray |
| KURZBESCHREIBUNG | sambischer Manager    |
| GEBURTSDATUM     | 22. Mai 1937          |
| STERBEDATUM      | 16. Januar 2012       |
| STERBEORT        | Lusaka                |